# Borough of Bedford
Borough of Bedford eller bare Bedford er en selvstyrende kommune i det ceremonielle grevskab Bedfordshire i England. Kommunen administreres fra Bedford.

## Oprettet i 1974
Kommunen blev oprettet i 1974, da tre mindre kommuner blev lagt sammen. Kommunen fik sit nuværende navn i 1992. Tidligere hed kommunen North Bedfordshire.
Kommunen blev selvstyrende, da grevskabsrådet for Bedfordshire blev nedlagt i 2009.
Kommunen grænser op til Central Bedfordshire, Cambridgeshire, Northamptonshire og Milton Keynes.

## Kendte indbyggere
Præsten og forfatteren John Bunyan (1628 – 1688) var fra Bedford.
52°08′04″N 0°27′47″V / 52.134444444444°N 0.46305555555556°V